# Damir Kuzembaev
Damir Kuzembaev (2 de noviembre de 1991), es un luchador kazajo de lucha grecorromana. Ganó una medalla de bronce en Campeonato Asiático de 2016. Segunda posición en el Campeonato Mundial Militar en 2013.